# Buchberggraben (Epbach)
Der Buchberggraben ist ein knapp einen Kilometer langer Hangbach im Stadtgebiet von Waldenburg im baden-württembergischen Hohenlohekreis, der nach etwa nordwestlichem Lauf gegenüber der Lohmühle der Kleinstadt von rechts in den oberen Epbach mündet.

## Geographie

### Verlauf
Der Buchberggraben entsteht auf etwa 501 m ü. NHN im Wald am Nordwesttrauf des an seinem nordöstlichen Spornende bis 516,7 m ü. NHN hohen Friedrichsbergs.
In westnordwestlicher bis nordwestlicher Richtung fließt der unbeständige Bach den Laufwaldhang hinab und tritt dann auf etwas unter 420 m ü. NHN in die Wiesenlandschaft des Unterhangs aus. Dort durchfließt er gleich einen weniger als 2 Ar großen Teich beim Waldenburger Einzelhof Buchhaus. Etwa 150 Meter nach dem Buchhaus fließt von links ein knapp 200 Meter langer, an einer nur zeitweilig schüttenden Hangquelle entstandener Seitenast zu, wonach er gleich eine steil eingeböschte und mit einem Feldgehölz überwachsene kleine Klinge durchläuft, die sich nach Norden wendet und bald endet. 
Der Bach, dort anscheinend verdolt, fließt noch 25 Meter über eine kleine Wiesenaue und dann von rechts und auf etwa 383 m ü. NHN gegenüber den Gebäuden des Einzelanwesens Lohmühle von Waldenburg in den oberen Epbach ein.
Der Buchberggraben mündet nach 0,9 km langem Lauf mit mittlerem Sohlgefälle von etwa 130 ‰ rund 118 Höhenmeter unterhalb seines Ursprungs am Friedrichsberg.

### Einzugsgebiet
Das Einzugsgebiet des Buchberggrabens ist etwa 0,4 km² groß, sein oberer Teil am Waldhang gehört naturräumlich zum Unterraum Waldenburger Berge der Schwäbisch-Fränkischen Waldberge, während die Wiesenflur um den Unterlauf zur Öhringer Ebene im Unterraum Westliche Hohenloher Ebene der Hohenloher und Haller Ebene zählt. Darin ist der Einzelhof Buchhaus von Waldenburg, zu dessen Gemarkung es in Gänze gehört, der einzige Siedlungsplatz.
Der Abfluss an der Nordwestseite des Friedrichsbergs vor und nach dem Buchberggraben erreicht ebenfalls, ohne dass dort am Hang dauerhafte offene Gewässer bestünden, den Epbach, der dann über die Ohrn den Kocher speist. An der Gegenseite des Friedrichsbergs liegt größtenteils und im Südosten das Quellgebiet des in der Pfaffenklinge entstehenden Beltersroter Bachs, der über die Kupfer den Kocher speist. Jenseits eines kleinen Stücks südsüdöstlicher Wasserscheide entsteht dagegen der Goldbach, ein Zufluss der oberen Bibers, die noch weiter aufwärts in den Kocher einmündet.

## Geologie
Der Bachlauf beginnt im Übergangsbereich zwischen der Verebnung im Kieselsandstein (Hassberge-Formation) auf dem Hochplateau des Friedrichsbergs und den darunter am Hang einsetzenden Unteren Bunten Mergeln (Steigerwald-Formation). Noch am oberen Hang durchläuft er die Mergel und danach einen schmalen Streifen von Schilfsandstein (Stuttgart-Formation), um dann noch im Wald in den Gipskeuper (Grabfeld-Formation) zu wechseln, in dessen Schichthöhe er bis zuletzt verbleibt. Er mündet in den holozänen Altwasserablagerung, die in diesen der Epbach vergleichsweise breit um sich eingelagert hat.

## Schutzgebiete
Das gesamte Einzugsgebiet liegt sowohl im Landschaftsschutzgebiet Landschaftsteile im Raum Waldenburg wie im Naturpark Schwäbisch-Fränkischer Wald.

## Tourismus
Wenig außerhalb der Wasserscheide auf dem Friedrichsberg verläuft ein mit rotem Punkt markierter Wanderweg des Schwäbischen Albvereins auf einem alten Kirchenweg von Kupferzell-Beltersrot nach Waldenburg, der jedoch wegen völliger Bewaldung keinen Ausblick nordwärts aufs Einzugsgebiet erlaubt.

### LUBW
Amtliche Online-Gewässerkarte mit passendem Ausschnitt und den hier benutzten Layern: Lauf und Einzugsgebiet des Buchberggrabens

Allgemeiner Einstieg ohne Voreinstellungen und Layer: Daten- und Kartendienst der Landesanstalt für Umwelt Baden-Württemberg (LUBW) (Hinweise)
1. 1 2 3  Höhe nach dem Höhenlinienbild auf dem Hintergrundlayer Topographische Karte.
2. ↑  Länge nach dem Layer Gewässernetz (AWGN).
3. ↑  Einzugsgebiet abgemessen auf dem Hintergrundlayer Topographische Karte.
4. ↑  Seefläche abgemessen auf dem Hintergrundlayer Topographische Karte.
5. ↑  Länge abgemessen auf dem Hintergrundlayer Topographische Karte.
6. ↑  Natur teilweise nach dem Layer Geschützte Biotope.
7. ↑  Schutzgebiete nach den einschlägigen Layern.

### Andere Belege
1. ↑  Höhe nach schwarzer Beschriftung auf dem Layer WMS LGL-BW Topographische Freizeitkarte 1:25.000 auf: Geoportal Baden-Württemberg (Hinweise)
2. ↑  Wolf-Dieter Sick: Geographische Landesaufnahme: Die naturräumlichen Einheiten auf Blatt 162 Rothenburg o. d. Tauber. Bundesanstalt für Landeskunde, Bad Godesberg 1962. → Online-Karte (PDF; 4,7 MB)
3. ↑  Geologie nach den Layern zu Geologische Karte 1:50.000 auf: Mapserver des Landesamtes für Geologie, Rohstoffe und Bergbau (LGRB) (Hinweise)